# Гюльчи-Тау
Гюльчи-Тау (карач.-балк. Гюлчю тау; карач.-балк. гюл — цветок, карач.-балк. тау — гора, — «гора похожая на цветок») — гора, расположенная в Центральном Кавказе, в системе Суганского хребта. Находится в Кабардино-Балкарии в бассейне реки Черека-Балкарского. В массиве Гюльчи-Тау и его отрогах также расположены вершины Гюльчи-Тау, Рцывашки, пик Комсомол Украины, Сабалах, Ахсуу и другие. Вершина является второй по высоте в Суганском хребте, высота достигает 4447 м, что на 40 метров ниже, чем его сосед восточнее — Суган-Тау.
На Гюльчи-тау открываются виды уже с пос Кашхатау, Голубых озёр и на подходах к селению Верхняя Балкария.